# Загоски (Псковська область)
Загоски (рос. Загоски) — присілок в Пушкіногорському районі Псковської області Російської Федерації.
Населення становить 21 особу. Входить до складу муніципального утворення Муніципальне утворення Пушкіногор'я.

## Історія
Від 2015 року входить до складу муніципального утворення Муніципальне утворення Пушкіногор'я.

## Населення
| 2001 | 2002 | 2010 |
| ---- | ---- | ---- |
| 10   | ↗16  | ↗21  |